# Ethelbert Kentski
Ethelbert Kentski (tudi Æthelbert, stara angleščina Æðelberht, izgovarjaj [æðelberxt, okoli 560-24. februar 616) je bil kralj Kenta od približno leta 589 do svoje smrti. Menih Beda iz 8. stoletja ga v svoji Cerkveni zgodovini angleških ljudi (Ecclesiastical History of the English People) navaja kot tretjega kralja, ki vlada imperium preko drugih anglosaških kraljestev (najpomembnejša kraljestva so bila Kent, East Anglia, Sussex, Essex, Wessex, Mercia in Northumbria). V Anglosaški Kroniki (Anglo-Saxon Chronicle) poznega devetega stoletja je bil naveden kot bretwalda (staroangleška beseda za vladarja). Bil je prvi angleški kralj, ki je prevzel krščanstvo.
Ethelbert je bil sin Eormenrica, ki ga je nasledil kot kralj. Poročil se je z Bertho, krščansko hčerjo Hariberta I., frankovskega kralja in tako zgradil zavezništvo z najmočnejšo državo v sodobni zahodni Evropi; poročil se je verjetno preden je prišel na prestol. Berthin vpliv je verjetno pripomogel k odločitvi papeža Gregorja I. da pošlje Avguština kot misijonarja iz Rima v Anglijo. Avguštin je pristal na otoku Thanet v vzhodnem Kentu leta 597 in Ethelberta krstil, s tem pa se je začelo splošno  pokristjanjevanje v kraljestvu. Graditi se je začela nova cerkev v Canterburyju in postavljen eden od temeljev bodoče anglikanske cerkvene skupnosti.
Ethelbertov zakon za Kent, najzgodnejši napisan predpis v katerem koli germanskih jezikov, je predpisal kompleksen sistem glob; zakon je ohranjen v Textus Roffensis (je srednjeveški rokopis, ki je nastal iz dveh ločenih pisnih delov nekje med 1122 in 1124, trenutno na ogled na novi razstavi v  Rochestrski stolnici. Kent je bil bogat, z močnimi trgovinskimi vezmi na celini in imel morda nadzor nad trgovino. Kovanci so začeli krožiti v Kentu v času njegovega vladanja in prvič po anglosaški invaziji. Kasneje je postal svetnik zaradi svoje vloge pri vzpostavljanju krščanstva med Anglosasi. Njegov praznik je bil prvotno 24. februar, a je bil spremenjen na 25. februar.